# Okręg wyborczy województwo koszalińskie do Senatu Rzeczypospolitej Polskiej
Okręg wyborczy województwo koszalińskie do Senatu Rzeczypospolitej Polskiej obejmował w latach 1989–2001 obszar województwa koszalińskiego. Wybierano w nim 2 senatorów, przy czym w latach 1989–1991 obowiązywała zasada większości bezwzględnej, zaś w latach 1991–2001 większości względnej.
Powstał w 1989 wraz z przywróceniem instytucji Senatu. Zniesiony został w 2001, na jego obszarze utworzono nowy okręg nr 39.
Siedzibą okręgowej komisji wyborczej był Koszalin.

## Reprezentanci okręgu
| Rok  | Senator komitet wyborczy           | Senator komitet wyborczy                   | Senator komitet wyborczy                     | Senator komitet wyborczy           |
| ---- | ---------------------------------- | ------------------------------------------ | -------------------------------------------- | ---------------------------------- |
| 1989 |                                    | Jerzy Madej KW Jerzego Madeja (1991)       |                                              | Gabriela Cwojdzińska               |
| 1991 |                                    | Jerzy Madej KW Jerzego Madeja (1991)       |                                              | Wiesław Wójcik Unia Demokratyczna  |
| 1993 |                                    | Jerzy Madej KW Jerzego Madeja (1991)       | Lech Czerwiński Sojusz Lewicy Demokratycznej |                                    |
| 1997 |                                    | Krzysztof Majka Akcja Wyborcza Solidarność | Jerzy Mokrzycki Sojusz Lewicy Demokratycznej |                                    |
| 2001 | okręg zniesiony, patrz okręg nr 39 | okręg zniesiony, patrz okręg nr 39         | okręg zniesiony, patrz okręg nr 39           | okręg zniesiony, patrz okręg nr 39 |

## Wyniki wyborów
Symbolem „●” oznaczono senatorów ubiegających się o reelekcję.

### Wybory parlamentarne 1989
| Kandydat                                                          | Głosów  | %     |
| ----------------------------------------------------------------- | ------- | ----- |
| Jerzy Madej                                                       | 123 780 | 58,17 |
| Gabriela Cwojdzińska                                              | 114 416 | 53,77 |
| Aleksander Kwaśniewski                                            | 81 823  | 38,45 |
| Adam Stadnik                                                      | 37 015  | 17,39 |
| Jerzy Surowiec                                                    | 11 489  | 5,40  |
| Edmund Nowiński                                                   | 7 640   | 3,59  |
| Liczba głosów ważnych: 212 796 Źródło: Państwowa Komisja Wyborcza |         |       |

### Wybory parlamentarne 1991
| Kandydat                                              | Kandydat           | Komitet wyborczy                             | Głosów |
| ----------------------------------------------------- | ------------------ | -------------------------------------------- | ------ |
|                                                       | Jerzy Madej●       | KW Jerzego Madeja                            | 43 979 |
|                                                       | Wiesław Wójcik     | Unia Demokratyczna                           | 25 395 |
|                                                       | Wanda Korobowicz   | Konfederacja Polski Niepodległej             | 21 375 |
|                                                       | Lech Czerwiński    | Sojusz Lewicy Demokratycznej                 | 20 955 |
|                                                       | Wiesław Romanowski | Kongres Liberalno-Demokratyczny              | 19 224 |
|                                                       | Zbysław Górecki    | Partia X                                     | 17 652 |
|                                                       | Edward Funke       | Niezależni – Przedsiębiorcy                  | 16 701 |
|                                                       | Jerzy Żelazny      | Sojusz Lewicy Demokratycznej                 | 16 636 |
|                                                       | Józef Niekrasz     | Chrześcijańskie Porozumienie Wyborcze        | 15 501 |
|                                                       | Jan Ciszek         | Polskie Stronnictwo Ludowe Sojusz Programowy | 15 079 |
|                                                       | Stanisław Dawid    | Chrześcijańskie Porozumienie Wyborcze        | 13 897 |
|                                                       | Eugeniusz Małyga   | Polskie Stronnictwo Ludowe Sojusz Programowy | 10 087 |
|                                                       | Zbigniew Olton     | Stronnictwo Demokratyczne                    | 7137   |
|                                                       | Marian Goliński    | Kongres Rzeczypospolitej Samorządnej         | 6462   |
| Frekwencja: 40,08% Źródło: Państwowa Komisja Wyborcza |                    |                                              |        |

### Wybory parlamentarne 1993
| Kandydat                                              | Kandydat           | Komitet wyborczy                                     | Głosów |
| ----------------------------------------------------- | ------------------ | ---------------------------------------------------- | ------ |
|                                                       | Lech Czerwiński    | Sojusz Lewicy Demokratycznej                         | 53 038 |
|                                                       | Jerzy Madej●       | KW Jerzego Madeja                                    | 42 601 |
|                                                       | Marian Błachnio    | Samoobrona – Leppera                                 | 38 116 |
|                                                       | Czesław Kuriata    | Samoobrona – Leppera                                 | 32 999 |
|                                                       | Ewa Dikolenko      | Unia Demokratyczna                                   | 31 933 |
|                                                       | Mieczysław Szeredy | Polskie Stronnictwo Ludowe                           | 31 509 |
|                                                       | Jerzy Ożóg         | Bezpartyjny Blok Wspierania Reform                   | 25 649 |
|                                                       | Jerzy Olszewski    | Niezależny Samorządny Związek Zawodowy „Solidarność” | 20 518 |
|                                                       | Wiesław Romanowski | Kongres Liberalno-Demokratyczny                      | 18 863 |
|                                                       | Wanda Korobowicz   | Konfederacja Polski Niepodległej                     | 16 396 |
|                                                       | Robert Pietras     | Porozumienie Ugrupowań Chrześcijańskich              | 13 350 |
|                                                       | Anna Giętkowska    | „Zjednoczenie Polskie”                               | 8924   |
| Frekwencja: 53,16% Źródło: Państwowa Komisja Wyborcza |                    |                                                      |        |

### Wybory parlamentarne 1997
| Kandydat                                              | Kandydat           | Komitet wyborczy                                       | Głosów |
| ----------------------------------------------------- | ------------------ | ------------------------------------------------------ | ------ |
|                                                       | Jerzy Mokrzycki    | Sojusz Lewicy Demokratycznej                           | 59 012 |
|                                                       | Krzysztof Majka    | Akcja Wyborcza Solidarność                             | 45 583 |
|                                                       | Janusz Laskowski   | Unia Wolności                                          | 31 479 |
|                                                       | Andrzej Lepper     | Przymierze Samoobrona                                  | 24 614 |
|                                                       | Tadeusz Dudojć     | Polskie Stronnictwo Ludowe                             | 21 553 |
|                                                       | Antoni Grzechowski | Unia Pracy                                             | 21 114 |
|                                                       | Antoni Storczyk    | Ruch Odbudowy Polski                                   | 21 050 |
|                                                       | Michał Minda       | Krajowa Partia Emerytów i Rencistów                    | 15 164 |
|                                                       | Zdzisław Dubiella  | KW kandydata na Senatora RP województwa koszalińskiego | 15 075 |
|                                                       | Eugeniusz Żuber    | Porozumienie Samorządowe                               | 12 748 |
| Frekwencja: 41,70% Źródło: Państwowa Komisja Wyborcza |                    |                                                        |        |